# Umeå Centre for Global Health Research

## Umeå Centre for Global Health Research
Umeå Centre for Global Health Research var ett forskningscentrum vid Institutionen för epidemiologi och global hälsa vid Umeå universitet – som rent fysiskt är lokaliserat vid Norrlands universitetssjukhus i Umeå. 
Centret bildades år 2007 med hjälp av bidrag från forskningsrådet FAS (numera Forskningsrådet för hälsa, arbetsliv och socialvetenskap (Forte), och medfinansieras av Umeå universitet.

## Forskning
Centrets forskning var till naturen tvärvetenskaplig, med studenter och forskare med bakgrund i områden som demografi, folkhälsovetenskaper, epidemiologi, medicin, ekonomi, statistik och sociologi. Forskningen bedrevs huvudsakligen inom fem teman:

### I – Epidemiological Transition
Temat rymmer jämförande forskning där utvecklingen av epidemiologiska sjukdomar i utvecklingsländer som Etiopien, Vietnam, Indonesien och Sydafrika kontrasteras mot situationen i norra Sverige.

### II – Life-course Perspectives on Health Interventions
Här studeras införande och utvärdering av hälsoingripanden under olika skeden av livscykeln, från ofödda barn till åldringar och med hänsyn till sociala förhållanden och genusaspekter, såväl i utvecklingsländer som mer utvecklade länder.

### III – Strengthening Primary Health Care
Denna forskning syftar till att sprida kunskap om ekonomi, etik och mänskliga rättighets- och rättvisefrågor till beslutsfattare och vårdgivare i rika och fattiga länder.

### IV – Gender and Health
Här utgår forskningen från ny kunskap om genus och hälsa, för att bidra med kunskap inom sexuell och reproduktiv hälsa, jämställdhet och rättigheter i olika kulturella inramningar.

### V – Climate Change and Health
Temat inrymmer såväl utvärdering av historiska data som nya fallstudier om till exempel klimatförändringar i de svenska fjällen, utbredningen av harpest, luftföroreningar i Nairobi, riskerna med värmeböljor och att arbeta vid höga temperaturer, spridning av sjukdomar som Rift Valley-feber, denguefeber, ebola- och zikafeber.

### Internationella nätverk
Många av UCGHR:s projekt bedrevs inom ramen för nätverket Indepth (the International Network for the Demographic Evaluation of Populations and their Health), som fungerade som plattform för kunskapsutbyte och delning av hälsodata mellan världens fattigaste länder.
Åren 2012–2016 var UCGHR värd för WHO-programmet Collaborating Centre for Verbal Autopsy, som ledde fram till en WHO-standard för muntlig rapportering av dödsorsaker.
Från 2016 deltar många av centrets forskare i det globala nätverket ZikaPLAN (Zika Preparedness Latin American Network), som koordineras från enheten för epidemiologi och global hälsa, och som fokuserar på att inhämta och sprida kunskap om sjukdomen för att förhindra vidare spridning av zika-virus.

## Utbildning
Tillsammans med Karolinska Institutet och Lunds universitet drev UCGHR The Swedish Research School for Global Health – den svenska forskarskolan för global hälsa . Vid UCGHR ges även internationella masterkurser vid Umeå international School of Public Health.

## Publikationer
Centret ger sedan starten 2007 ut open access-tidskriften Global Health Action.